# Theatrhythm Final Bar Line
Theatrhythm Final Bar Line är ett rytmspel utvecklat av indieszero och publicerat av Square Enix till Nintendo Switch och Playstation 4. Det är det femte spelet i Theatrhythm-serien efter Theatrhythm Final Fantasy (2012), Curtain Call (2014), Theatrhythm Dragon Quest (2015) och det exklusiva arkadspelet Theatrhythm Final Fantasy: All Star Carnival (2016). Dess spelupplägg är mekaniskt likt tidigare bidrag i serien, som involverar spelarna att tajma rytmen till olika låtar från Final Fantasy-serien. Musiksortimentet har dock utökats till att omfatta olika Square Enix-serier bortom just Final Fantasy-serien med DLC där låtar från bland annat Secret of Mana och Chrono Trigger är inkluderade. Spelet släpptes den 16 februari 2023.